# Abdullah Al-Waked
Abdullah Al-Waked (en árabe: عبد الله الواكد الشهراني‎; Arabia Saudita; 29 de septiembre de 1975) es un exfutbolista de Arabia Saudita que jugaba en la posición de centrocampista.

## Carrera

### Club
| Periodo   | Club             |
| --------- | ---------------- |
| 1994–2002 | Al-Shabab FC     |
| 2002–2003 | Al-Ahli Saudi FC |
| 2003–2007 | Ittihad FC       |
| 2007–2010 | Al-Nassr         |

### Selección nacional
Jugó para Arabia Saudita en 47 ocasiones de 1999 a 2004 y anotó cuatro goles; participó en la Copa Mundial de Fútbol de 2002, los Juegos Olímpicos de Atlanta 1996, la Copa FIFA Confederaciones 1999 y la Copa Asiática 2000.

## Logros

### Club
- Liga Profesional Saudí (2): 2003, 2007
- Copa del Príncipe de la Corona Saudí (2): 1996, 1999, 2004
- Liga de Campeones de la AFC (2): 2004, 2005
- Copa Federación de Arabia Saudita (1): 2007-08
- Recopa de la AFC (1): 2000-01
- Liga de Campeones Árabe (3): 1999, 2002-03, 2005
- Supercopa Árabe (1): 1996
- Copa de Clubes Campeones del Golfo (1): 1994
- Supercopa Saudi-Egipcia (1): 2005

### Selección nacional
- Juegos de la Solidaridad Islámica (1): 2005